# 穆罕默德·迪亞布
穆罕默德·迪亞布（阿拉伯语：محمد دياب，羅馬化：Mohamed Diab，埃及阿拉伯語發音：[mæˈħ.amæd dˤiæb]，1978年—）是一名埃及編劇、電影導演，他的作品經常圍繞著有關埃及社會的緊迫問題。迪亞布因其導演處女作《開羅678公車》而開啟知名度，該片在埃及革命爆發前一個月上映；並因執導迪士尼的漫威系列影集《月光騎士》而聞名。

## 事業

### 《島嶼》
2007年上映的《島嶼》之靈感來自一名住在上埃及一個島上的無情毒梟崛起的真實故事。該片創造了票房紀錄，並經常被埃及流行文化所引用。續集《島嶼2》於2014年上映，從埃及革命期間毒梟越獄和他在島上的家重新掌權開始。該片創造了新的埃及票房紀錄，成為有史以來票房最高的埃及與阿拉伯電影。迪亞布只是該片的編劇，而謝里夫·阿拉法則是該片的導演。

### 《開羅678公車》
《開羅678公車》是迪亞布的導演處女作。該片講述一個由婦女組成的義警三人組與開羅的性騷擾流行病交織在一起的故事。該片於2010年12月上映，被認為是獲獎最多的當代埃及電影。該片在全球發行，特別是在法國表現良好，售出了26.5萬張票，並獲得Écran Total的「coup de foudre du public」觀眾認可獎。

### 《衝突的一天》
《衝突的一天》本應是一部關於埃及革命起源的電影，但最終成為一部描述民主革命功敗垂成的電影。整部電影是在一輛警察防爆車的範圍內拍攝的。
該片獲得了舊金山電影協會、法國國家電影中心與法國Arte的資助和經費。
該片獲選為2016年坎城影展「一種注目」開幕片，並代表埃及角逐2017年奧斯卡最佳外語片獎。

### 《月光騎士》
2020年10月，迪亞布被聘為Disney+網路影集《月光騎士》的導演，該影集以漫威電影宇宙為背景。迪亞布堅持將埃及的真實性帶到影集的場景中，儘管他無法在當地拍攝。對他來說，關注最為小的細節是最重要的，例如增添紫色色調和尼羅河在夜間的活躍氣氛。他與妻子莎拉·戈爾（Sarah Goher）一起挑選如〈Bahlam Maak〉、〈El Melouk〉與〈Batwanes Beek〉等埃及音樂類型歌曲，這些歌曲都是由埃及作曲家所創作，以傳達這個國家的真實氛圍。

## 影視作品

### 電影
| 年份 | 標題                      | 導演 | 編劇 |
| ---- | ------------------------- | ---- | ---- |
| 2007 | 《Real Dreams》           | 否   | 是   |
| 2007 | 《島嶼》                  | 否   | 是   |
| 2009 | 《The Replacement》       | 否   | 是   |
| 2009 | 《Congratulations》       | 否   | 是   |
| 2010 | 《開羅678公車》           | 是   | 是   |
| 2014 | 《Décor》                 | 否   | 是   |
| 2014 | 《島嶼2》（The Island 2） | 否   | 是   |
| 2016 | 《衝突的一天》            | 是   | 是   |
| 2021 | 《以巴爸之名》            | 是   | 是   |

### 電視
| 年份 | 標題         | 導演 | 執行 製片人 | 備註                                                   |
| ---- | ------------ | ---- | ----------- | ------------------------------------------------------ |
| 2022 | 《月光騎士》 | 是   | 是          | 導演（4集）； 執行製片人（6集）； 角色：阿米特的追隨者 |

## 獲獎

### 《開羅678公車》
| 影展                 | 獎項                                    |
| -------------------- | --------------------------------------- |
| 芝加哥影展           | 銀雨果獎最佳電影獎 銀雨果獎最佳男演員獎 |
| 杜拜國際電影節       | 最佳男演員獎 最佳女演員獎               |
| 亞洲太平洋電影獎     | 評審團特等獎 高度讚許獎                 |
| 雪梨電影節           | 特別嘉許                                |
| 蒙彼利埃地中海電影節 | 觀眾獎 青年觀眾獎                       |
| 陶爾米納電影節       | 青年選擇獎                              |
| 哈特蘭電影節         | 特等獎                                  |
| 胡里卜蓋非洲電影節   | 最佳電影獎 最佳女配角獎                 |
| 第三隻眼亞洲電影節   | 最佳電影獎                              |
| 地中海電影節         | 最佳電影獎                              |
| 塞拉婦女電影節       | 特別嘉許                                |
| 哥多華非洲電影節     | 觀眾選擇獎                              |
| 科隆非洲電影節       | 觀眾選擇獎                              |
| 埃及奧斯卡           | 最佳新人導演獎                          |
| 天主教埃及電影節     | 評審團獎                                |
| 阿拉伯景點電影節     | 觀眾選擇獎                              |

2011年，迪亞布被授予所頒發的威比獎（Webby Award）。